# Gefecht um das polnische Postamt in Danzig
Danzig – Westerplatte – Tucheler Heide – Krojanten – Mlawa – Radom – Wizna – Bzura – Brześć – Lemberg – Rawa Ruska – Lublin – Kampinos-Heide – Warschau – Szack – Modlin – Halbinsel Hel – Kock

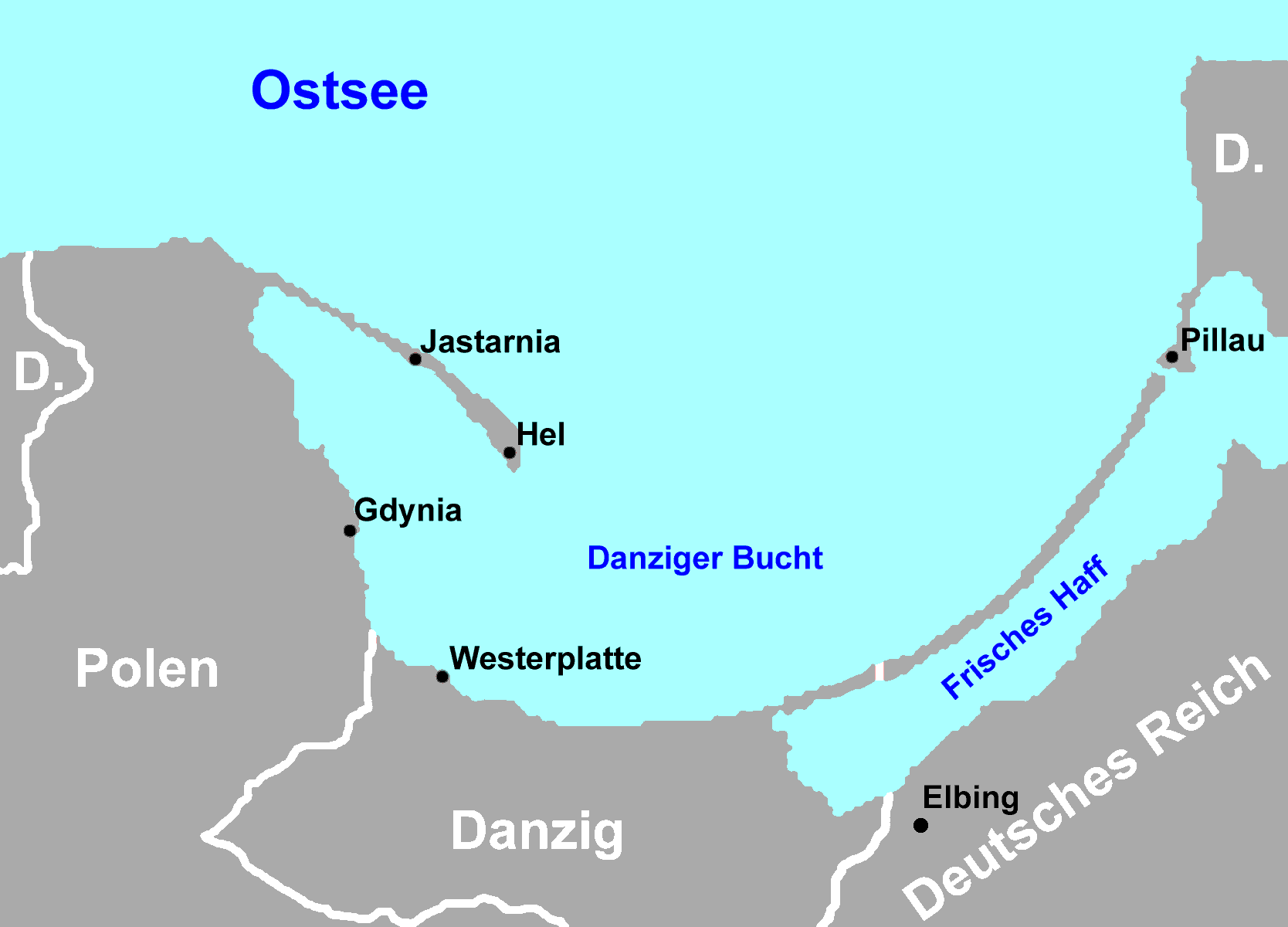
Strategische Lage der Freien Stadt Danzig zwischen Polnischem Korridor und Ostpreußen

Das Gefecht um das polnische Postamt in Danzig gehörte zu den ersten Kampfhandlungen beim Überfall auf Polen, mit dem das nationalsozialistische Deutsche Reich in Danzig den Zweiten Weltkrieg auslöste.

## Vorgeschichte

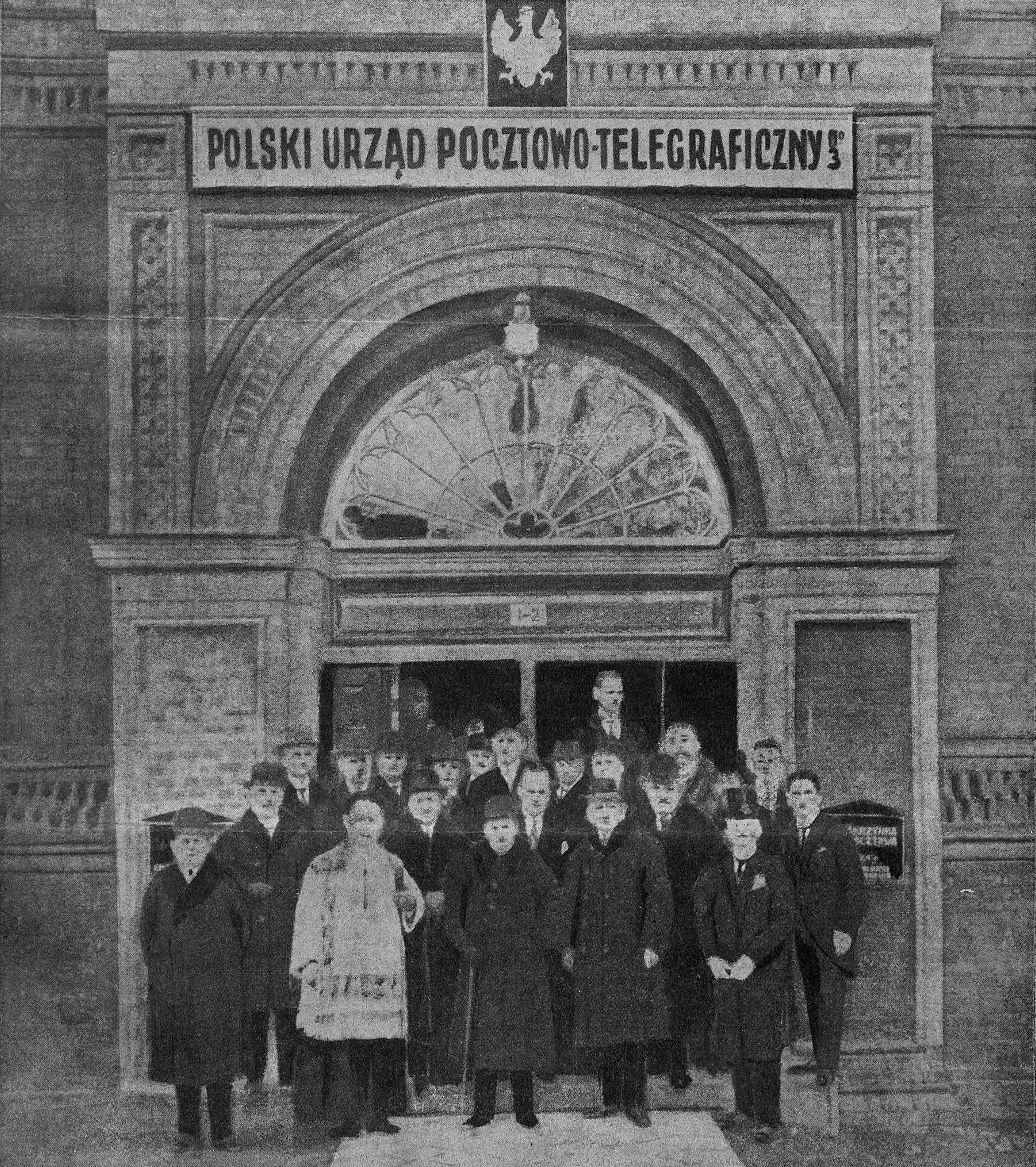
Eröffnung des Postamtes Nr. 3 (später Nr. 1) am Heveliusplatz, der Kampfschauplatz von 1939

Ähnlich wie das Gefecht um das polnische Munitionsdepot auf der Westerplatte fand es auf dem Gebiet der Freien Stadt Danzig statt. In dieser zu weit über 90 % von deutschsprachiger Bevölkerung bewohnten (aber aufgrund des Vertrags von Versailles nicht zum Deutschen Reich gehörenden) Hafenstadt waren durch den Völkerbund der Zweiten Polnischen Republik exterritoriale Standorte in Hafennähe zugestanden worden (insgesamt 17).

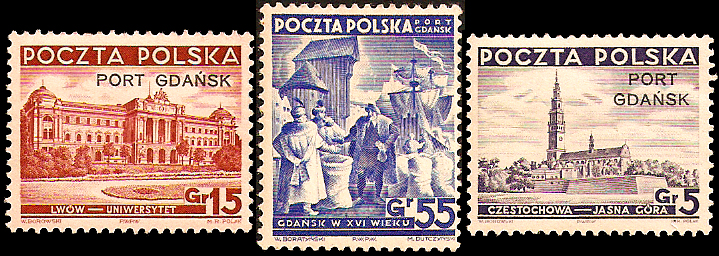
Briefmarken der Polnischen Post in Danzig, vor 1939

Durch diesen Status bedingt gab Danzig eigene Briefmarken heraus, siehe Postgeschichte und Briefmarken von Danzig. Polen war zugestanden worden, zur Postversorgung im Danziger Hafen bzw. im Bezirk Danziger Altstadt einen eigenen Postdienst einzurichten. Ab dem 5. Januar 1925 wurden im gesamten Stadtgebiet zehn polnische Briefkästen aufgestellt, und polnische Postbedienstete stellten in Danzig Briefe zu. Es entspann sich über die Zulässigkeit dieser Maßnahmen ein längerer Streit zwischen den Danziger und polnischen Behörden.
Der deshalb angerufene Völkerbundrat traf nach einem Gutachten des Ständigen Internationalen Gerichtshofs vom 11. Mai 1925 die Entscheidung, dass in einem näher umgrenzten Gebiet, das den Hafen und die gesamte Danziger Innenstadt umfasste, polnische Postkästen aufgestellt bleiben durften.
Laut dem polnischen Militärhistoriker Edmund Charaszkiewicz (1895–1975) war das Postamt seit 1935 Stützpunkt der polnischen Geheimdienstgruppe „Zygmunt“.
Am 28. April 1939 kündigte Adolf Hitler den deutsch-polnischen Nichtangriffspakt vom 26. Januar 1934. Beide bzw. alle drei Seiten begannen, Vorbereitungen für einen militärischen Konflikt zu treffen. Eine SS-Heimwehr Danzig wurde am 20. Juni aufgestellt.
Im Postgebäude wurde ein Waffendepot angelegt: 40 Pistolen, drei leichte Maschinengewehre Typ Browning wz.1928 und drei Kisten voller Handgranaten. Ebenfalls wurden Verteidigungsvorbereitungen getroffen, z. B. Büsche entfernt, Türen und Fenster verstärkt und die Postboten gedrillt. Der Plan war, wie bei der Westerplatte, sich so lange zu verteidigen, bis die reguläre polnische Armee zum Entsatz eintrifft. Da der polnische Korridor nahe lag, veranschlagte man dafür sechs Stunden.
Im August eskalierte die Lage zusehends.

## Kampfhandlungen

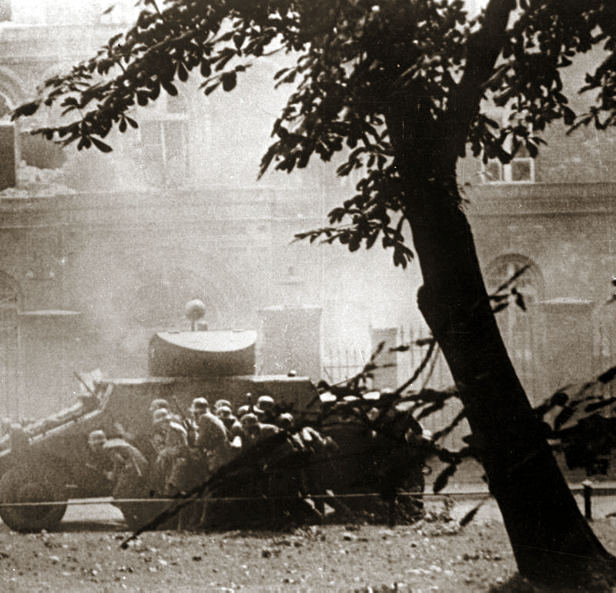
Ein ADGZ wird beim Sturm als Deckung benutzt

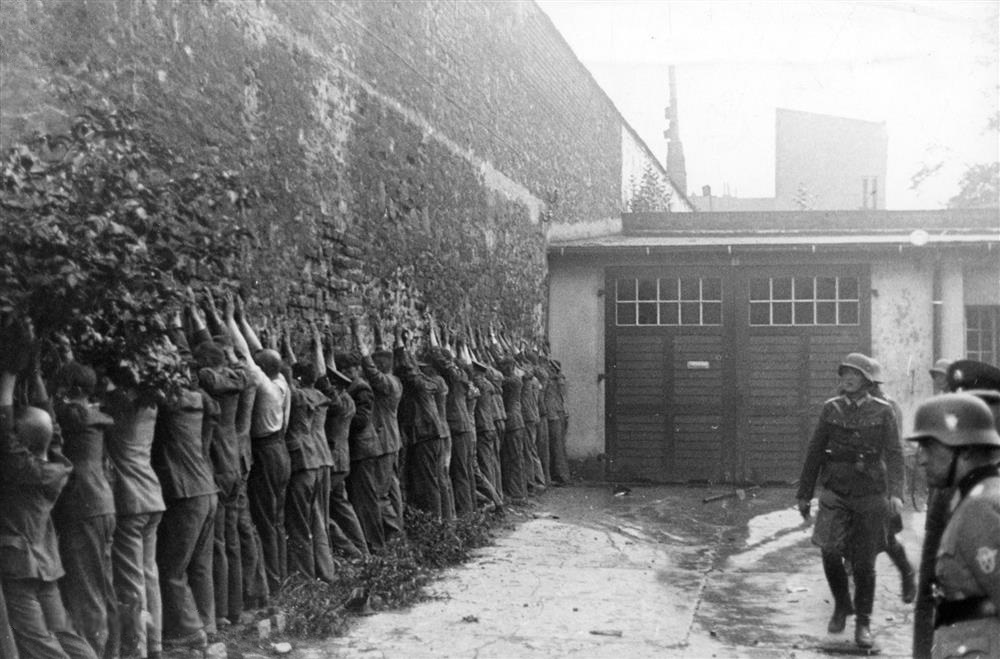
Polnische Post in Danzig nach der Kapitulation

Das Gebäude der polnischen Post wurde am 1. September um 4.45 Uhr von der SS-Heimwehr Danzig und Polizeitruppen der Freien Stadt Danzig angegriffen, gleichzeitig mit dem Angriff des Kriegsschiffes Schleswig-Holstein auf die Westerplatte. Zuvor hatte man schon Strom- und Telefonleitungen gekappt.
In diesem Moment befanden sich in dem Gebäude 57 Personen: 40 Postbeamte aus Danzig, zehn aus Gdingen und Bromberg delegierte Postbeamte mit Wehrausbildung, ein Angestellter der polnischen Eisenbahn sowie der dort wohnende Hausmeister samt Frau und zehnjähriger Adoptivtochter.
Der Angriffsplan, vorbereitet im Juli 1939, sah vor, die Post mit Hilfe von drei Sturmgruppen zu erobern, wovon eine zur Ablenkung den Haupteingang angreifen sollte, wobei zur Deckung drei (ehemals österreichische) Steyr ADGZ-Radpanzer dienten, beschriftet mit „Sudetenland“, „Ostmark“ und „Saar“. Das Kommando hatte Willi Bethke von der Danziger Polizei.
Der erste deutsche Angriff wurde aufgehalten, obwohl man kurzzeitig am Eingang eindringen konnte, wobei allerdings einige Angreifer getötet und verletzt wurden (zwei Tote, sieben Verwundete). Der Angriff vom Seitengebäude aus durch die Wand wurde auch abgewehrt, dabei starb der polnische Kommandant Konrad Guderski durch seine eigene Handgranate.
Um 11 Uhr wurde mit Unterstützung von zwei nun eingetroffenen 75-mm-Geschützen angegriffen, jedoch ergebnislos. Ein zweistündiges deutsches Ultimatum um 15 Uhr wurde von den Verteidigern ignoriert, während die Angreifer inzwischen das Gebäude unterminierten und eine Sprengladung unter dem Eingang platzierten.
Um 17 Uhr sprengte diese ein großes Loch in die Fassade und ein nächster Angriff folgte, nun auch mit einem 105-mm-Geschütz. Das Gebäude wurde dabei teilweise erobert und die überlebenden Verteidiger zogen sich in den Keller zurück. Um 18 Uhr wurde von der Danziger Feuerwehr Benzin in den Keller gepumpt und angezündet, wobei drei polnische Verteidiger getötet wurden. Bis zu diesem Zeitpunkt waren somit sechs Polen im Kampfgeschehen gestorben.
Um 19 Uhr entschieden die 50 am Leben gebliebenen Verteidiger, sich zu ergeben. Die ersten zwei Personen, die aus dem Gebäude mit weißer Flagge heraustraten, waren Direktor Jan Michoń und Kommandant Józef Wąsik. Michoń wurde erschossen, Wąsik mit einem Flammenwerfer bei lebendigem Leib verbrannt. Sechs konnten fliehen, die restlichen 44 wurden gefangen genommen. 16 Verletzte wurden ins Krankenhaus gebracht. Sechs davon starben, darunter das zehnjährige Mädchen. Von den sechs Flüchtigen wurden zwei später gefasst.

## Folgen

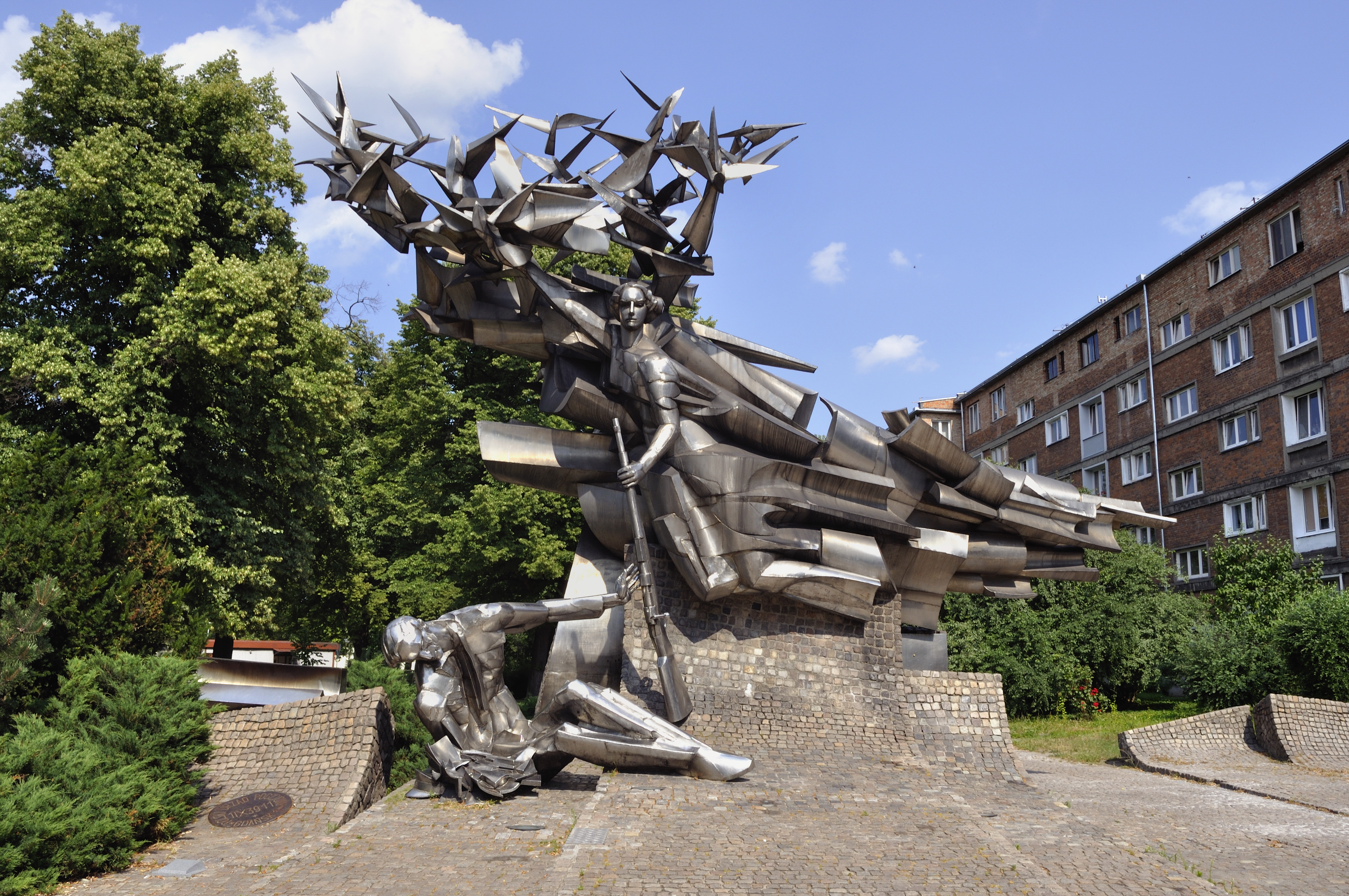
Denkmal

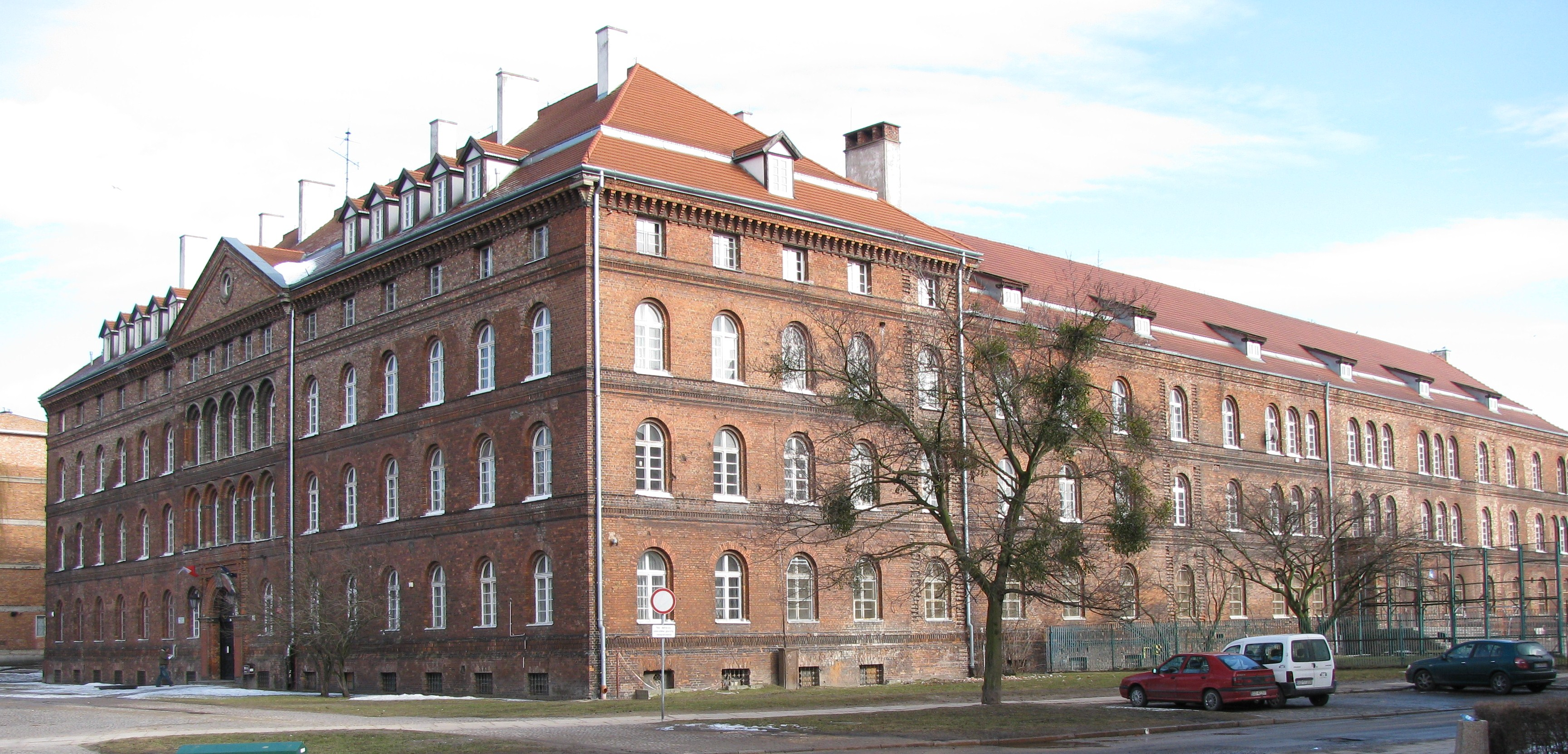
Postgebäude im Jahr 2010, Haupteingang links

Am 8. September standen 28 unverletzte Verteidiger vor dem Kriegsgericht, am 30. September die restlichen zehn. Alle wurden als Partisanen bzw. für die Zugehörigkeit zu einer illegalen Kampfgruppe zum Tode verurteilt. Die Verurteilten wurden wahrscheinlich am 5. Oktober erschossen.
Das Urteil wurde im Jahr 1997/1998 vom Landgericht Lübeck als widerrechtlich revidiert. Die Große Strafkammer des Landgerichts begründet das damit, dass der Vorsitzende des Feldkriegsgerichts sich einer Verletzung seiner Amtspflichten zu Schulden habe kommen lassen. Es handele sich um eine Rechtsbeugung, weil die Kriegssonderstrafrechtsverordnung, auf der das Urteil basierte, erst mit Wirkung zum 16. November 1939 in Danzig in Kraft getreten sei. Die an diesem Justizmord beteiligten Juristen – Kurt Bode (Gerichtsvorsitzender) und Hans-Werner Giesecke (Ankläger) – wurden nie zur Verantwortung gezogen. Beide machten in der Bundesrepublik Deutschland erneut Karriere.
Die Belagerung der polnischen Post in Danzig wird im Roman Die Blechtrommel von Günter Grass literarisch sowie im gleichnamigen Film dargestellt, wobei Szenen nachgestellt wurden, die in der Ufa-Tonwoche, einem Vorläufer der Deutschen Wochenschau, 1939 gezeigt wurden.

## Weiterführende Literatur
- Adam Bartoszewski, Wiesław Gomulski: Żołnierze w pocztowych mundurach. Wydawnictwo Morskie, Gdańsk 1969 (Soldaten in den Uniformen der Post).
- Franciszek Bogacki: Poczta Polska w Gdańsku. Książka i Wiedza, Warschau 1978 (Polnische Post in Danzig).
- Günter Grass: Die Blechtrommel. Roman. Luchterhand, Darmstadt u. a. 1959.
- Dieter Schenk: Die Post von Danzig. Geschichte eines deutschen Justizmords. Rowohlt, Reinbek bei Hamburg 1995, ISBN 3-498-06288-3.
- Dieter Schenk: Danzig 1930–1945. Das Ende einer Freien Stadt. Ch. Links, Berlin 2013, ISBN 978-3-86153-737-3.